# Omarigliptin
Omarigliptin (MK-3102) là thuốc trị đái tháo đường uống mạnh, có tác dụng kéo dài thuộc nhóm thuốc ức chế DPP-4 được sử dụng để điều trị bệnh tiểu đường loại 2 mỗi tuần và hiện đang được Merck & Co. phát triển  để tăng nồng độ incretin (GLP-1 và GIP), có tác dụng ức chế giải phóng glucagon, từ đó làm tăng tiết insulin, giảm làm rỗng dạ dày và giảm lượng đường trong máu.

## Lịch sử
Marizev (omarigliptin) viên 25 mg và 12,5 mg đã được Cơ quan Dược phẩm và Thiết bị Y tế Nhật Bản (PMDA) phê duyệt vào ngày 28 tháng 9 năm 2015. Nhật Bản là quốc gia đầu tiên đã phê duyệt omarigliptin. Tuy nhiên Merck đã thông báo rằng công ty sẽ không nộp đơn đăng ký tiếp thị ở Mỹ và Châu Âu.